# Liste der Monuments historiques in Gomont
Die Liste der Monuments historiques in Gomont führt die Monuments historiques in der französischen Gemeinde Gomont auf.

## Liste der Objekte
| Bezeichnung                   | Beschreibung                                                                                        | Standort                        | Kennzeichnung | Schutzstatus | Datum | Bild |
| ----------------------------- | --------------------------------------------------------------------------------------------------- | ------------------------------- | ------------- | ------------ | ----- | ---- |
| Wandvertäfelung des Chorraums | Holz, bemalt, 1760; aus dem Kloster Gomont                                                          | in der Kirche St-Quentin (Lage) | PM08001209    | Inscrit      | 1988  |      |
| Quintinusaltar                | Altartisch, Tabernakel und Retabel; Holz, farbig gefasst, Marmor, 17. und 19. Jahrhundert           | in der Kirche St-Quentin (Lage) | PM08001212    | Inscrit      | 1988  |      |
| Osterleuchter                 | Holz, 16. Jahrhundert                                                                               | in der Kirche St-Quentin (Lage) | PM08000242    | Classé       | 1908  |      |
| Kanzel                        | Holz, 17. Jahrhundert                                                                               | in der Kirche St-Quentin (Lage) | PM08001213    | Inscrit      | 1988  |      |
| Kredenz                       | Holz, bemalt, Marmor, um 1750                                                                       | in der Kirche St-Quentin (Lage) | PM08001210    | Inscrit      | 1988  |      |
| Marienaltar                   | Altartisch, Tabernakel, Retabel und eine Skulptur; Holz, farbig gefasst, Mitte des 19. Jahrhunderts | in der Kirche St-Quentin (Lage) | PM08001211    | Inscrit      | 1988  |      |